# Lou Doillon
Lou Doillon (ur. 4 września 1982 w Neuilly-sur-Seine) – francuska aktorka, modelka i piosenkarka.
Lou Doillon jest córką reżysera Jacques'a Doillona i Jane Birkin. Jej przyrodnie siostry to aktorka Charlotte Gainsbourg (ur. 1971) i fotografka Kate Barry (1967-2013).
Była modelką domu mody Givenchy i pozowała do kalendarza Pirelli.

## Filmografia
- 2010: Gigola jako Gigola
- 2007: Boxes jako Camille
- 2007: Go Go Tales jako French
- 2006: Siostry syjamskie (Sisters) jako Angelique Tristiana
- 2005: La Vida perra de Juanita Narboni jako Helena Narboni
- 2005: Szepty w mroku (Saint Ange) jako Judith
- 2003: The Private Life of Samuel Pepys jako Elizabeth Pepys
- 2002: Letni zawrót głowy (Embrassez qui vous voudrez) jako Emilie
- 2002: Blanche jako Blanche de Perrone
- 2001: Nana, to ja (Nana) jako Nana
- 2001: Carrément à l'Ouest jako Fred
- 2000: Scénario sur la drogue
- 2000: Mamirolle jako Delphine
- 1999: Mauvaises fréquentations jako Olivia
- 1998: Trop (peu) d'amour jako Camille
- 1987: Kung-Fu master jako Lou

## Dyskografia
- Places (2012)[1]
- Lay Low (2015)
- Soliloquy (2019)